# Medmassa
Medmassa es un género de arañas araneomorfas de la familia Corinnidae. Se encuentra en África, sudeste de Asia y Oceanía..

## Lista de especies
Según The World Spider Catalog 12.0:
- Medmassa australiensis (L. Koch, 1867)
- Medmassa bicolor Hogg, 1900
- Medmassa celebensis (Deeleman-Reinhold, 1995)
- Medmassa diplogale Deeleman-Reinhold, 2001
- Medmassa frenata (Simon, 1877)
- Medmassa fusca Hogg, 1900
- Medmassa insignis (Thorell, 1890)
- Medmassa kltina (Barrion & Litsinger, 1995)
- Medmassa pallipes (L. Koch, 1873)
- Medmassa pulchra (Thorell, 1881)
- Medmassa pusilla Simon, 1896
- Medmassa semiaurantiaca Simon, 1910
- Medmassa semiflava Simon, 1896
- Medmassa tigris (Deeleman-Reinhold, 1995)